# Dejanira quadripunctata
Dejanira quadripunctata är en skalbaggsart som beskrevs av Thomson 1864. Dejanira quadripunctata ingår i släktet Dejanira och familjen långhorningar.
Artens utbredningsområde är Sarawak. Inga underarter finns listade i Catalogue of Life.